# 野辺重夫
野辺 重夫（のべ　しげお、大正10年（1921年）4月9日- 昭和19年（1944年）8月20日）は、第二次世界大戦期の日本の陸軍軍人。埼玉県出身。少年飛行兵第六期生(操縦)熊谷。最終階級は准尉（戦死後二階級特進）。飛行第四戦隊飛行軍曹。享年24。昭和19年（1944年）8月20日、八幡空襲において襲来したアメリカ陸軍航空軍第794爆撃飛行隊B-29の編隊に対し屠龍で航空特攻を敢行。編隊長機ガートルードCと2番機カラミティ・スーの二機を撃墜した。

## 経歴
昭和19年8月当時は軍曹として第12飛行師団所属。機の同乗者は高木伝蔵兵長。
8月20日の空襲においては、爆撃を終了し爆弾倉を閉じかけていた編隊長機ガートルードCに対し機銃での射撃を行ったものの損傷を与えることができず、司令部に決別の打電を行った後敵機機首方向から特攻を敢行、ガートルードCの左主翼とエンジンを破壊し爆散させた。ガートルードCの破片はさらに後続のカラミティ・スーの尾翼を直撃・破壊し、同機は飛行不能となり墜落した。この特攻は当初から二機撃墜を意図したもので、綿密に計算された上での行為であった。この戦果は戦争画の題材にもなり、洋画家・中村研一画「北九州上空野辺軍曹機の体当りB29二機を撃墜す」（東京国立近代美術館保管（アメリカ合衆国無期限貸与））という作品が残っている。